# In statu nascendi
Een object in statu nascendi (van het Latijnse nasci, ter wereld komen) is een object in een prille toestand.

## Scheikunde
Een element of atoom in statu nascendi is in de scheikunde het element of atoom in de toestand direct na de vorming. Met name gaat het dan om een tijdelijke vorm, waarin een element sterk reactief is.
De grote verschillen in reactiviteit van chemische elementen hangen af van hun toestand: of ze in statu nascendi verkeren of niet. Een bekend voorbeeld is atomaire waterstof, die ontstaat bij de inwerking van een zuur op een metaal. Deze waterstof in statu nascendi (Hnasc) kan een grote reducerende werking vertonen, in tegenstelling tot de moleculaire waterstof (H2).
Het element Zuurstof (Onasc) is sterk oxiderend als het ontstaat door bijvoorbeeld elektrolyse van water. Het zijn dan de vrije atomen van het zuurstof die zich snel verbinden.
Andere voorbeelden van reactieve atomen zijn:
- Chloor (Clnasc)
- Broom (Brnasc)

## Taalgebruik
In het taalgebruik betekent in statu nascendi 'in wording' (letterlijk: in de toestand van geboorte).